# Szent Attila (püspök)
Szent Attila (latinul: Attilanus, spanyolul: San Atilano; Tarazona, Aragónia, 850 körül – Zamora, 919. október 5.) a Zamorai egyházmegye (Spanyolország) első püspöke.

## Nevének eredete
A spanyol és portugál Atilano név a hun Attila király nevéből származik. A Hispániában megtelepedett vizigótok ugyanis nagy tiszteletben tartották a hun uralkodó emlékét.

## Élete
Születési és halálozási dátumában nincs egyetértés. Egyes források szerint 939-1009 közt élt. Életéből nem sok részlet ismert. Nemesi családból származott. 15 éves korában már egy bencés szerzetesház növendéke Tarazona közelében. Valószínűleg szerzetesként Sahagúnban is élt néhány esztendőt. A szerzetesközösségből később visszavonult, hogy teljesen az imádságnak és a bűnbánatnak éljen. Ez idő tájt találkozott Szent Froilánnal, aki később León püspöke lett. Rátermettségük és életvitelük miatt sokan keresték fel őket, számos közösséget alapítottak, vezettek.
900 (más forrás szerint 990) Pünkösdjén III. (Nagy) Alfonz püspökséget alapított Zamorában, melynek első püspökévé Szent Attilát tette, és Szent Froilánnal együtt szentelte püspökké. Attilának a Reconquista nehézségeivel szemben is fel kellett vennie a harcot.

## Legendája
Mint számos középkori szentnél, Attila alakjához is legendák kötődnek. Az egyik legenda szerint Attila Jeruzsálembe zarándokolt, hogy vezekeljen ifjúkora bűneiért. Zamorából indult, és amikor a Duero folyó feletti hídon ment át, püspöki gyűrűjét a vízbe dobta. Két évig koldulásból élt. Egyik éjjel jelet kapott, hogy visszatérhet városába. Zamora közelében San Vicente de Cornu remeteségében ebédre egy halat kapott. Mikor el akarta fogyasztani, belsejében megtalálta eldobott gyűrűjét. Attila ezt isteni jelként értelmezte, mely szerint bocsánatot nyertek bűnei, és visszatérhet püspöki székébe. A legenda szerint ekkor megszólaltak a város harangjai és Attila ruhája püspöki öltözetté változott.

## Tisztelete
II. Orbán pápa avatta szentté 1095-ben. Sírja Szent Ildefonzhoz hasonlóan Zamora legnagyobb templomában, a Szent Péter és Hildefonz templomban (Iglesia de San Pedro y Ildefonso) található. 1260-ban helyezték a főoltár alá. Koponyáját ellopták, és Toledóban őrzik.
Zamorában az egyházmegye védőszentje, ünnepét október 5-én tartják. Tarazonában azonban van egy másik ünnepe is. Mégpedig augusztus 27-től szeptember 1-jéig tartó ünnepségsorozattal emlékeznek a város védőszentjére. Az ünnepségek nyitánya, egy érdekes szokás: augusztus 27-én délben a városházból kirohan a Cipotegato. Egy pocakos, sajátos ruhába öltözött férfi, akit paradicsommal dobálnak. A szokás eredete bizonytalan.

## Szent Attila és a kézigránát
A Monty Python csoport Gyalog galopp (Monty Python and the Holy Grail) című filmjében az egyik jelenetben egy szerzetes a fegyverek könyvéből Szent Attiláról olvassa, hogy magasba emelte a kézigránátot, és fohászkodik annak hatásosságáért. Tekintve, hogy a film főszereplője Artúr király és jelen szócikk Szent Attilája közt mintegy 4–500 év eltérés feltételezhető, a film nem Zamora püspökére gondol.